# Morti nel 2012/Luglio
| Questa pagina contiene informazioni ricavate automaticamente dalle voci biografiche con l'ausilio del template Bio e di un bot. L'aggiornamento è periodico e automatico e ricostruisce completamente la pagina. Se manca una persona in questa lista, sei pregato di non aggiungerla, ma accertati piuttosto che la sua voce biografica contenga il template Bio e che i dati anagrafici siano correttamente compilati. Se il template Bio manca, inseriscilo tu stesso o, in alternativa, metti l'avviso {{tmp\|Bio}} che ne segnala la mancanza. Se i dati riportati sono sbagliati, correggi direttamente la voce biografica; le modifiche saranno visibili in questa lista entro pochi giorni. Per chiarimenti vedi il progetto biografie. La lista contiene solo le 174 persone che sono citate nell'enciclopedia e per le quali è stato implementato correttamente il template Bio. Pagina aggiornata al 26 lug 2025. |

- 1º luglio - José Míguez Bonino, pastore protestante e teologo argentino (n. 1924)
- 1º luglio - Dennis Eagan, hockeista su prato britannico (n. 1926)
- 1º luglio - Evelyn Lear, soprano statunitense (n. 1926)
- 1º luglio - Alan Poindexter, astronauta statunitense (n. 1961)
- 1º luglio - Jack Richardson, drammaturgo statunitense (n. 1934)
- 1º luglio - Laura Villa, cantante italiana (n. 1930)
- 2 luglio - Michele Abbate, politico italiano (n. 1934)
- 2 luglio - Dino Bartolo Partesano, regista e sceneggiatore italiano (n. 1925)
- 2 luglio - Ben van Os, scenografo olandese (n. 1944)
- 3 luglio - Salvatore Cucuzza Silvestri, vulcanologo italiano (n. 1923)
- 3 luglio - Andy Griffith, attore, regista e produttore televisivo statunitense (n. 1926)
- 3 luglio - Laura Grimaldi, scrittrice e traduttrice italiana (n. 1928)
- 3 luglio - Walter Mauro, critico letterario italiano (n. 1925)
- 3 luglio - Sergio Pininfarina, imprenditore, carrozziere e designer italiano (n. 1926)
- 3 luglio - Richard A. Tonry, politico statunitense (n. 1935)
- 4 luglio - Peter Bennett, pallanuotista e calciatore australiano (n. 1926)
- 4 luglio - Fabio Bettini, pugile italiano (n. 1938)
- 4 luglio - Paul Birch, scrittore e divulgatore scientifico britannico (n. 1956)
- 4 luglio - Jimmy Bivins, pugile statunitense (n. 1919)
- 4 luglio - Benedetto Ghiglia, compositore, direttore d'orchestra e pianista italiano (n. 1921)
- 4 luglio - Giorgio Pasquali, politico e ingegnere italiano (n. 1925)
- 4 luglio - Eric Sykes, attore, sceneggiatore e regista britannico (n. 1923)
- 5 luglio - Luigi Bortolussi, politico italiano (n. 1927)
- 5 luglio - Massimo Fichera, dirigente pubblico e dirigente d'azienda italiano (n. 1929)
- 6 luglio - Aurelio Caminati, pittore italiano (n. 1924)
- 6 luglio - Ciro Di Martino, generale e dirigente sportivo italiano (n. 1925)
- 6 luglio - Charles David Ganao, politico della Repubblica del Congo (n. 1927)
- 7 luglio - Ivano Bertini, chimico italiano (n. 1940)
- 7 luglio - Federico Coen, giornalista e politico italiano (n. 1928)
- 7 luglio - Pierluigi Raggi, progettista italiano (n. 1924)
- 7 luglio - Leon Schlumpf, politico svizzero (n. 1925)
- 8 luglio - José Roberto Bertrami, cantante e pianista brasiliano (n. 1946)
- 8 luglio - Ernest Borgnine, attore e doppiatore statunitense (n. 1917)
- 8 luglio - Aleksandr Čumakov, calciatore sovietico (n. 1948)
- 8 luglio - Martin Pakledinaz, costumista statunitense (n. 1953)
- 8 luglio - Giuseppe Papponetti, critico letterario e filologo italiano (n. 1945)
- 8 luglio - Peter Sauer, cestista statunitense (n. 1976)
- 8 luglio - John Williams, giocatore di football americano statunitense (n. 1945)
- 8 luglio - Mohammad bin Sa'ud Al Sa'ud, principe, politico e imprenditore saudita (n. 1934)
- 9 luglio - Dino Cassio, attore e cantante italiano (n. 1934)
- 9 luglio - Lol Coxhill, sassofonista, compositore e attore inglese (n. 1932)
- 9 luglio - Guido Magnone, alpinista e scultore francese (n. 1917)
- 9 luglio - Terepai Maoate, politico cookese (n. 1934)
- 9 luglio - Jacqueline Mazéas, discobola francese (n. 1920)
- 9 luglio - Isuzu Yamada, attrice giapponese (n. 1917)
- 9 luglio - Eugênio de Araújo Sales, cardinale e arcivescovo cattolico brasiliano (n. 1920)
- 10 luglio - Michele Columbu, politico e scrittore italiano (n. 1914)
- 10 luglio - Dolphy, attore, comico e produttore cinematografico filippino (n. 1928)
- 11 luglio - Joe McBride, calciatore scozzese (n. 1938)
- 11 luglio - André Simon, pilota automobilistico francese (n. 1920)
- 11 luglio - Tumaini Steede, calciatore bermudiano (n. 1990)
- 12 luglio - Malgari Amadei Ferretti, politica italiana (n. 1930)
- 12 luglio - Franco Reitano, compositore e paroliere italiano (n. 1942)
- 12 luglio - Walther Jervolino, pittore e incisore italiano (n. 1944)
- 12 luglio - Pier Luigi Mazzoni, arcivescovo cattolico italiano (n. 1932)
- 12 luglio - George Cashel Stoney, regista statunitense (n. 1916)
- 13 luglio - Harry Betts, compositore e trombonista statunitense (n. 1922)
- 13 luglio - Warren Jabali, cestista statunitense (n. 1946)
- 13 luglio - Sue Jacobs, giocatrice di softball e calciatrice neozelandese (n. 1950)
- 13 luglio - Jerzy Kulej, pugile polacco (n. 1940)
- 13 luglio - Alfredo Provenzali, giornalista e conduttore radiofonico italiano (n. 1934)
- 13 luglio - Sage Stallone, attore statunitense (n. 1976)
- 13 luglio - Ginny Tyler, doppiatrice statunitense (n. 1925)
- 13 luglio - Alessandro Zanella, editore e tipografo italiano (n. 1955)
- 13 luglio - Richard D. Zanuck, produttore cinematografico statunitense (n. 1934)
- 14 luglio - Ennio Cardoni, calciatore italiano (n. 1929)
- 14 luglio - King Hill, giocatore di football americano e allenatore di football americano statunitense (n. 1936)
- 14 luglio - Sixten Jernberg, fondista svedese (n. 1929)
- 14 luglio - Ling Jing-huan, cestista taiwanese (n. 1927)
- 14 luglio - Giannino Marzotto, imprenditore e pilota automobilistico italiano (n. 1928)
- 14 luglio - Barbara Nadalin, canoista italiana (n. 1972)
- 14 luglio - Bartolomeo Tarantino, calciatore italiano (n. 1937)
- 15 luglio - Tsilla Chelton, attrice francese (n. 1919)
- 15 luglio - David Fraser, generale, storico e saggista inglese (n. 1920)
- 15 luglio - Celeste Holm, attrice statunitense (n. 1917)
- 15 luglio - Sadamu Komachi, aviatore e militare giapponese (n. 1920)
- 15 luglio - Anne Paolucci, scrittrice e educatrice statunitense (n. 1926)
- 16 luglio - William Asher, regista, sceneggiatore e produttore cinematografico statunitense (n. 1921)
- 16 luglio - Stephen Covey, educatore e scrittore statunitense (n. 1932)
- 16 luglio - Klára Killermann-Bartos, nuotatrice ungherese (n. 1940)
- 16 luglio - Jon Lord, compositore, pianista e organista britannico (n. 1941)
- 16 luglio - Walter Pichler, architetto, artista e scultore austriaco (n. 1936)
- 16 luglio - Kitty Wells, cantante statunitense (n. 1919)
- 17 luglio - Ottorino Pietro Alberti, arcivescovo cattolico italiano (n. 1927)
- 17 luglio - Giovanni Ferrante, politico italiano (n. 1940)
- 17 luglio - Morgan Paull, attore statunitense (n. 1944)
- 17 luglio - Vinicio Scipioni, politico e sindacalista italiano (n. 1936)
- 18 luglio - Jean François-Poncet, politico francese (n. 1928)
- 18 luglio - Rajesh Khanna, attore e politico indiano (n. 1942)
- 18 luglio - Robert Kurz, filosofo e giornalista tedesco (n. 1943)
- 18 luglio - Günther Maleuda, politico tedesco (n. 1931)
- 18 luglio - Yosef Shalom Eliashiv, rabbino israeliano (n. 1910)
- 18 luglio - Frances Spence, programmatrice statunitense (n. 1922)
- 19 luglio - Giuseppe Bellafiore, storico dell'arte e saggista italiano (n. 1920)
- 19 luglio - Ghazala Javed, cantante pakistana (n. 1988)
- 19 luglio - Hans Nowak, calciatore tedesco (n. 1937)
- 19 luglio - ʿUmar Sulaymān, generale e politico egiziano (n. 1936)
- 20 luglio - Alia Al Moujahid, cantante marocchina (n. 1929)
- 20 luglio - Jack Davis, ostacolista statunitense (n. 1930)
- 20 luglio - Émile Kets, cestista belga (n. 1923)
- 20 luglio - José Hermano Saraiva, scrittore, storico e avvocato portoghese (n. 1919)
- 21 luglio - Arnaldo Bagnasco, sceneggiatore, giornalista e conduttore televisivo italiano (n. 1936)
- 21 luglio - Arnaldo Baracetti, politico italiano (n. 1931)
- 21 luglio - Jessica Dublin, attrice statunitense (n. 1918)
- 21 luglio - Eberhard Itzenplitz, regista tedesco (n. 1926)
- 21 luglio - Susanne Lothar, attrice tedesca (n. 1960)
- 21 luglio - Umberto Pototschnig, giurista e avvocato italiano (n. 1929)
- 21 luglio - Simon Ward, attore britannico (n. 1941)
- 22 luglio - Romano Battaglia, giornalista, scrittore e poeta italiano (n. 1933)
- 22 luglio - Eric Bell, calciatore inglese (n. 1929)
- 22 luglio - Teodoro Bigi, politico, partigiano e sindacalista italiano (n. 1912)
- 22 luglio - Jurij Capenko, ginnasta sovietico (n. 1938)
- 22 luglio - Mario Cervati, imprenditore e dirigente sportivo italiano (n. 1928)
- 22 luglio - George Armitage Miller, psicologo statunitense (n. 1920)
- 22 luglio - Cesarino Monti, politico italiano (n. 1947)
- 22 luglio - Alessandro Mostes, imprenditore e pilota motonautico italiano (n. 1940)
- 22 luglio - Galya Novents, attrice cinematografica armena (n. 1937)
- 22 luglio - Frank Pierson, sceneggiatore, regista e produttore televisivo statunitense (n. 1925)
- 22 luglio - Marceau Stricanne, calciatore francese (n. 1920)
- 22 luglio - Bohdan Stupka, attore e politico ucraino (n. 1941)
- 23 luglio - Franco Andolfo, cantante e compositore italiano (n. 1938)
- 23 luglio - Michele Barillaro, magistrato italiano (n. 1967)
- 23 luglio - Lino Coletta, attore italiano (n. 1932)
- 23 luglio - Claudio Datei, ingegnere italiano (n. 1922)
- 23 luglio - Margaret Mahy, scrittrice neozelandese (n. 1936)
- 23 luglio - Maria Emanuele di Sassonia, nobile (n. 1926)
- 23 luglio - Paco Morán, attore spagnolo (n. 1930)
- 23 luglio - Oswaldo Payá, attivista e politico cubano (n. 1952)
- 23 luglio - Sally Ride, astronauta statunitense (n. 1951)
- 23 luglio - Lakshmi Sahgal, ufficiale, medico e politica indiana (n. 1914)
- 24 luglio - John Atta Mills, politico ghanese (n. 1944)
- 24 luglio - Chad Everett, attore statunitense (n. 1937)
- 24 luglio - Sherman Hemsley, attore e personaggio televisivo statunitense (n. 1938)
- 24 luglio - Paolo Licini, politico italiano (n. 1926)
- 24 luglio - Hernán Raffo, cestista cileno (n. 1929)
- 24 luglio - Juris Reneslācis, cestista e allenatore di pallacanestro lettone (n. 1925)
- 24 luglio - Alberto Tridente, politico e sindacalista italiano (n. 1932)
- 24 luglio - Jorge Silva Vieira, calciatore e allenatore di calcio brasiliano (n. 1934)
- 25 luglio - Giuseppe Camadini, dirigente d'azienda italiano (n. 1931)
- 25 luglio - Bruno Mazza, allenatore di calcio e calciatore italiano (n. 1924)
- 25 luglio - Tony Scala, cantante italiano (n. 1931)
- 25 luglio - Franz West, artista austriaco (n. 1947)
- 26 luglio - Loris D'Ambrosio, magistrato e funzionario italiano (n. 1947)
- 26 luglio - Joyce Fitch, tennista australiana (n. 1922)
- 26 luglio - Lupe Ontiveros, attrice statunitense (n. 1942)
- 26 luglio - Mary Tamm, attrice britannica (n. 1950)
- 27 luglio - Norman Alden, attore statunitense (n. 1924)
- 27 luglio - R.G. Armstrong, attore e drammaturgo statunitense (n. 1917)
- 27 luglio - Giovanni Battista Columbu, politico italiano (n. 1920)
- 27 luglio - Geoffrey Hughes, attore britannico (n. 1944)
- 27 luglio - József Hunics, canoista ungherese (n. 1936)
- 27 luglio - Tony Martin, attore e cantante statunitense (n. 1913)
- 27 luglio - Luigi Molfino, organista, compositore e direttore di coro italiano (n. 1916)
- 27 luglio - Pietro Oldani, calciatore italiano (n. 1929)
- 27 luglio - Ottavio Oro, militare italiano (n. 1971)
- 27 luglio - Kalman Taigman, superstite dell'Olocausto polacco (n. 1923)
- 27 luglio - Jack Taylor, arbitro di calcio inglese (n. 1930)
- 27 luglio - Cesare Viazzi, giornalista italiano (n. 1929)
- 28 luglio - Filippo Bettini, critico letterario, storico della letteratura e italianista italiano (n. 1950)
- 28 luglio - William F. Milliken Jr., ingegnere e pilota automobilistico statunitense (n. 1911)
- 29 luglio - John Finnegan, attore statunitense (n. 1926)
- 29 luglio - Dieter Honnecker, calciatore tedesco (n. 1930)
- 29 luglio - Chris Marker, regista, sceneggiatore e montatore francese (n. 1921)
- 30 luglio - Joan Bassegoda, architetto, storico e saggista spagnolo (n. 1930)
- 30 luglio - Maeve Binchy, scrittrice irlandese (n. 1939)
- 31 luglio - Bruno Canova, pittore, incisore e partigiano italiano (n. 1925)
- 31 luglio - Giuseppe Chiarante, politico italiano (n. 1929)
- 31 luglio - Giorgio Fiocco, fisico italiano (n. 1931)
- 31 luglio - Evan Jones, sceneggiatore giamaicano (n. 1927)
- 31 luglio - Rudolf Kreitlein, arbitro di calcio tedesco (n. 1919)
- 31 luglio - Lucio Quarantotto, cantautore e paroliere italiano (n. 1957)
- 31 luglio - Alfredo Ramos Castilho, allenatore di calcio e calciatore brasiliano (n. 1924)
- 31 luglio - Tony Sly, cantante e chitarrista statunitense (n. 1970)
- 31 luglio - Gore Vidal, scrittore, saggista e sceneggiatore statunitense (n. 1925)